# Медведь Олександр Васильович
Олекса́ндр Васи́льович Медве́дь (нар. 16 вересня 1937, Біла Церква — 2 вересня 2024) — український та білоруський борець вільного стилю радянських часів, трикратний олімпійський чемпіон, багаторазовий чемпіон світу, Європи та СРСР. 1962 — заслужений майстер спорту СРСР. Нагороджений орденом Леніна, 1970 — орденом Трудового Червоного Прапора, трьома орденами «Знак Пошани» — 1964, 1969 та 1985 роки, 1975 — Олімпійським орденом та призом «За шляхетність в спорті». 1975 року нагороджений Почесним знаком ЦК ВЛКСМ, 1975 — почесний громадянин Мінська, 1979 — заслужений тренер БРСР, 1984 — заслужений тренер СРСР. Включений до Зали слави Міжнародної федерації об'єднаних стилів боротьби (FILA).

## Життєпис
Народився Олександр Медведь 16 вересня 1937 року в місті Біла Церква. Дитячі і шкільні роки Олександра пройшли в рідному місті.
Після закінчення школи працював на заводі, вивчився на слюсаря-монтажника, служив в Радянській армії. В армії і почав займатися боротьбою. Вже через місяць занять виграв першість Білоруського військового округу.
Після демобілізації оселився в Білорусі, закінчив Вищу школу тренерів, по тому вчився у Мінському інституті фізичної культури. Наставниками були Павло Васильович Григор'єв і Болеслав Михайлович Рибалко.
В 1964, 1968 та 1972 роках ставав олімпійським чемпіоном з вільної боротьби — кожного разу в іншій ваговій категорії — напівважкій, важкій та абсолютній відповідно.
Сім разів — в 1962, 1963, 1966, 1967, 1969, 1970 та 1971 роках ставав чемпіоном світу.
Чотириразовий чемпіон Європи — у 1966, 1968, 1971 та 1972 роках.
Дев'ятиразовий чемпіон СРСР — протягом 1961—1970 років.
1962 року після першого здобуття звання чемпіона СРСР йому присвоюється звання заслуженого майстра спорту.
1964 року після перемоги на Олімпіаді нагороджений орденом Леніна.
В фіналах престижних змагань вісім разів обігрував одного й того ж спортсмена — Османа Дуралієва.
1970 року з Федерацією боротьби Республіки Білорусь разом з Комітетом по фізичній культурі та спорту при РМ БРСР заснував міжнародний турнір з вільної боротьби на призи О. В. Медведя.1994 року турніру присвоєна вища категорія міжнародних змагань — Гран-прі.
1972 року на церемонії відкриття Олімпіади в Мюнхені ніс прапора СРСР.
1980 року при відкритті Олімпіади був вдостоєний честі прочитати Олімпійську клятву від імені суддів.
Після закінчення спортивної кар'єри працював в Мінському радіотехнічному інституті доцентом, одночасно був тренером по боротьбі.
Після зникнення з мапи світу СРСР став віце-президентом НОК Білорусі та тренером олімпійської збірної Білорусі по вільній боротьбі.
2001 року визнаний найкращим спортсменом Білорусі 20 сторіччя.
При відкритті Олімпійських ігор 2004 року в Афінах ніс прапор Білорусі.
2005 року визнаний найкращим борцем вільного стилю в історії спорту та введений в Залу спортивної слави боротьби.
Написав дві книги по боротьбі.

## Сім'я
Батько — Медведь Василь Зіновійович (1909), працював лісником, мати — Марія Хомівна (1911). Одружений, дружина — Медведь Тетяна Степанівна (1940), інженер за фахом.
У подружжя двоє дітей — дочка Медведь Олена Олександрівна (1960) та син Ведмідь Олексій Олександрович (1967), є внуки, правнуки. Син Олексій — також борець, володар Кубка світу.

## Нагороди, звання та призи
Нагороди
- 1964 — Орден Леніна;
- 1964 — Орден «Знак Пошани»;
- 1970 — Орден Трудового Червоного Прапора;
- 1969 — Орден «Знак Пошани»;
- 1975 — Олімпійський орден;
- 1985 — Орден «Знак Пошани»;

Призи
- 1975 — приз «За шляхетність в спорті»;

Звання
- 1962 — Заслужений майстер спорту СРСР;
- 1979 — Заслужений тренер БРСР;
- 1984 — Заслужений тренер СРСР;
- 1975 — Почесний громадянин Мінська;
- 1975 — Почесним знак ЦК ВЛКСМ;